# VM i landevejscykling 2018 – Linjeløb (U23 herrer)
U23 herrernes linjeløb ved VM i landevejscykling 2018 blev afholdt fredag den 28. september 2018. Løbet blev vundet af schweiziske Marc Hirschi.

## Hold og ryttere
| 6 ryttere                                           | 5 ryttere | 4 ryttere                                                    | 3 ryttere                                                                                              | 2 ryttere                                                                       | 1 rytter |
| --------------------------------------------------- | --- | ------------------------------------------------------------ | --- | ------------------------------------------------------------------------------- | --- |
| Frankrig · Tyskland · Italien · Slovenien · Schweiz | Australien · Belgien · Colombia · Danmark · Ecuador · Spanien · USA · Storbritannien · Irland · Japan · Holland · Norge · Polen · Rwanda | Østrig · Canada · Kroatien · Luxembourg · Portugal · Rusland | Chile · Tjekkiet · Eritrea · Hongkong · Ungarn · Kasakhstan · Mexico · New Zealand · Sverige · Ukraine | Aserbajdsjan · Marokko · Mongoliet · Rumænien · Sydafrika · Serbien · Venezuela | Brasilien · Burkina Faso · Costa Rica · Cypern · Etiopien · Finland · Israel · Nordmakedonien · Slovakiet · Trinidad og Tobago |

### Danske ryttere
- Jonas Vingegaard
- Jonas Gregaard
- Mikkel Frølich Honoré
- Mikkel Bjerg
- Magnus Bak Klaris

## Resultater
| \| Samlede stilling \| Samlede stilling \| Samlede stilling \| Samlede stilling \| Samlede stilling \| \| Rytter \| Rytter \| Hold \| Tid \| \| \| ---------------- \| ---------------- \| ------------------ \| ---------------- \| ---------------- \| \| 1. \| Marc Hirschi \| Schweiz U23 \| 4t 24' 05" \| \| \| 2. \| Bjorg Lambrecht \| Belgien U23 \| + 15" \| \| \| 3. \| Jaakko Hänninen \| Finland \| + 15" \| \| \| 4. \| Gino Mäder \| Schweiz U23 \| + 35" \| \| \| 5. \| Mark Padun \| Ukraine U23 \| + 37" \| \| \| 6. \| Jaime Castrillo \| Spanien U23 \| + 45" \| \| \| 7. \| Tadej Pogačar \| Slovenien U23 \| + 47" \| \| \| 8. \| Ethan Hayter \| Storbritannien U23 \| + 47" \| \| \| 9. \| Patrick Müller \| Schweiz U23 \| + 47" \| \| \| 10. \| James Shaw \| Storbritannien U23 \| + 47" \| \| |                 |                    |            |
| |                 |                    |            |
| Kilde: ProCyclingStats |                 |                    |            |
| Samlede stilling |                 |                    |            |
| Rytter | Rytter          | Hold               | Tid        |
| 1. | Marc Hirschi    | Schweiz U23        | 4t 24' 05" |
| 2. | Bjorg Lambrecht | Belgien U23        | + 15"      |
| 3. | Jaakko Hänninen | Finland            | + 15"      |
| 4. | Gino Mäder      | Schweiz U23        | + 35"      |
| 5. | Mark Padun      | Ukraine U23        | + 37"      |
| 6. | Jaime Castrillo | Spanien U23        | + 45"      |
| 7. | Tadej Pogačar   | Slovenien U23      | + 47"      |
| 8. | Ethan Hayter    | Storbritannien U23 | + 47"      |
| 9. | Patrick Müller  | Schweiz U23        | + 47"      |
| 10. | James Shaw      | Storbritannien U23 | + 47"      |